# Alice Méva
Alice Méva, peut-être née à Bruxelles en 1888 ou 1892, est une danseuse et chanteuse de café-concert et de music-hall, active des années 1910 aux années 1940.

## Biographie
Bien que parfois qualifiée d'artiste « anglaise », Alice Louise Méva est plus probablement d'origine belge, née à Bruxelles en 1888 ou 1892,,.
Elle fait ses débuts sur scène comme danseuse et chanteuse fantaisiste dans les revues de cabaret.
En 1926, elle est recensée comme « hôte de passage » à Paris, dans le quartier des Grandes-Carrières. En 1927, elle chante avec Alibert à l'Olympia,, à L'Européen et à l'Empire,, puis elle est engagée aux Folies-Bergère pour la revue 1928, et 1929; à Bobino en 1932, à la Scala en 1934, au Casino de Paris en 1936,.
En 1935-1936, elle chante et danse avec Lucien Rimels. Elle est alors établie 108, boulevard de Clichy.

## Revues

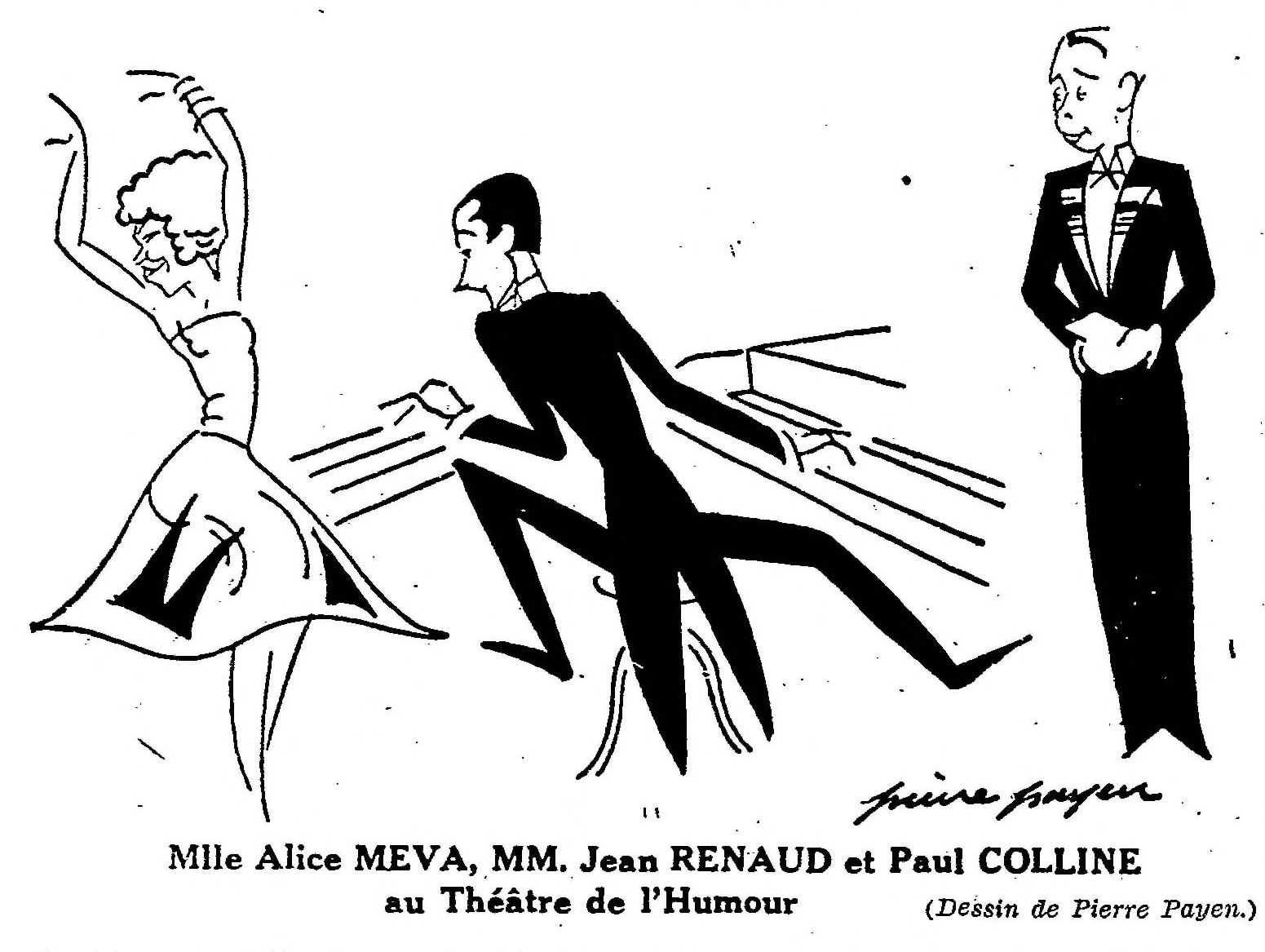
Alice Méva, Jean Renaud et Paul Colline au théâtre de l'Humour, en 1930.

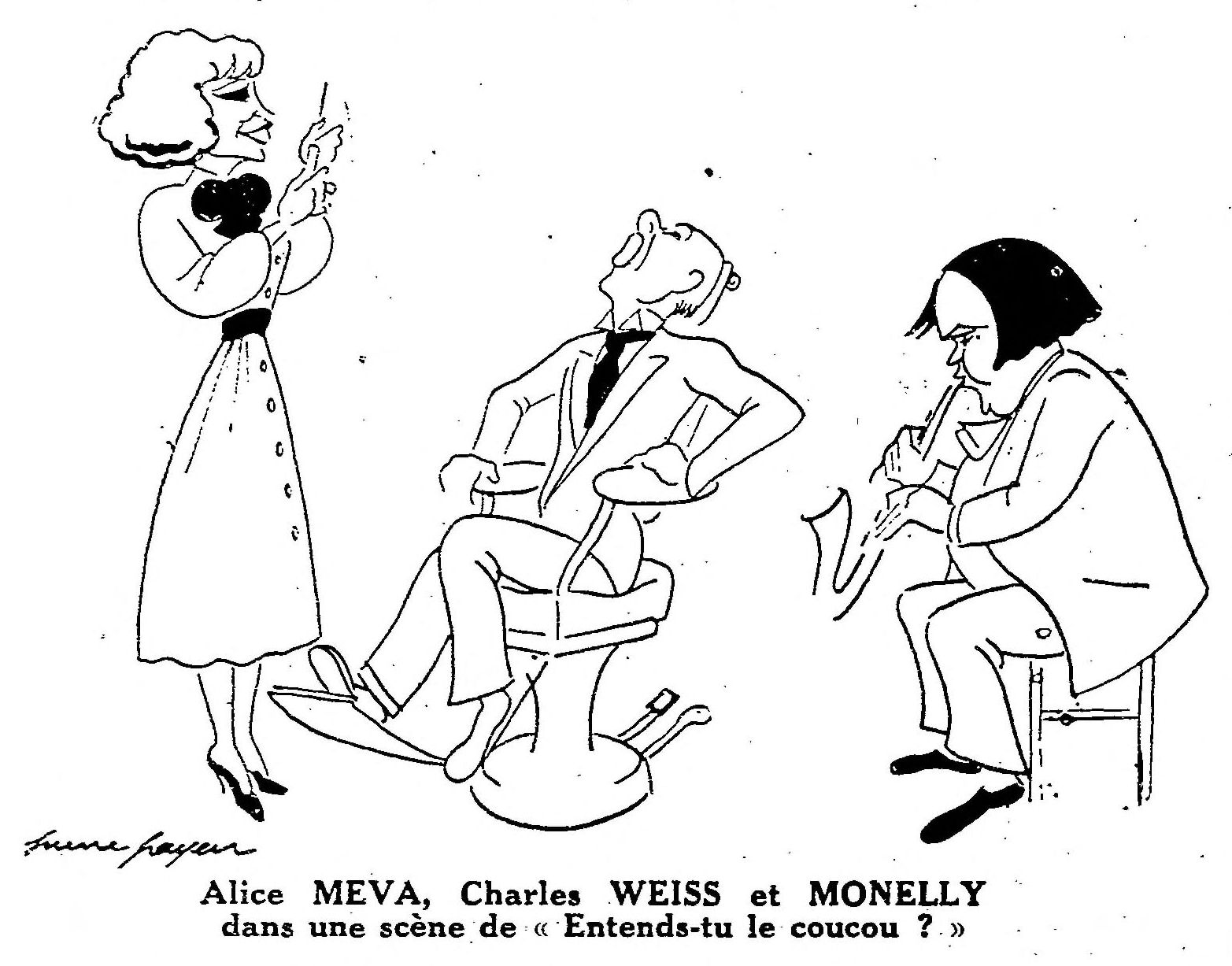
Alice Méva, Charles Weiss et Monelly, au Coucou, en 1931.

- 1910 : Comico-Vadis ?, fantaisie de Willy et Delfin au Little-Palace[16]
- 1911: Sans Rimes ni Réseaux, revue de Max Eddy et Jean Bever au théâtre du Nouveau siècle[17] et à la Comédie-Royale rôle du petit jeune homme[18].
- 1914 : Am ! Sam ! Dram, revue de Jacques Ferny et Merail au Tréteau-Royal[19].
- 1914 : Sans culotte, Mesdames, revue de Valentin Tarault, Georges Lignereux et Kolb aux Folies-Bergère[20].
- 1915 : On y va !, revue à la Comédie-Royale[21].
- 1916 : Aïe Done !, revue de Jack Cazol au Little-Palace[22].
- 1916 : Ça gaze, revue de Félix Celval et L.Charley au Ba-Ta-Clan[23].
- 1917 : A l'Américaine, revue d'Albert René à la Gaîté-Rochechouart, Miss Flirt[24].
- 1917 : Shocking !, revue de Robert Bunck et Gabriel Hervilliez au Little-Palace[1],[25].
- 1918 : V'nez Lorgner !, revue de Max Eddy et Maurice Rumac au Little-Palace[26].
- 1919 : La Revue pimentée, de Valentin Tarault et Emile Codey au Casino Saint-Martin[27],[28].
- 1921 : Tu peux y aller ! revue de Georges de La Fouchardière à la Cigale[29],[30].
- 1922 : Batignolles-Cigale-Odéon, revue de Clément Vautel et Max Eddy à La Cigale avec Firmin Gemier[31],[32].
- 1922 : Les Gars r'sonnent, revue de Paul Marinier et Jack Cazol au Carillon, 30 boulevard Bonne-Nouvelle[33].
- 1923 : En ce cas, rions !, revue de Paul Marinier et Jack Cazol au Carillon[34].
- 1923 : Pantins-Mondains, revue de Jack Cazol, avec Liette Guérita aux Noctambules[35],[36],[37].
- 1923 : Ça fait mode ! de Charles-Alexis Carpentier au Carillon[38].
- 1924 : Pan...dans l'Airain !, revue de Maurice Levêque et Henri Wernert au Carillon[39],[40],[41].
- 1924 : Jeux où l'on tique, revue de J.C Bellaigues et Daniel Poiré au Carillon[42],[43],[44].
- 1924 : Oui, je veux bien, revue des chansonniers au Carillon[45].
- 1925 : La Revue de Lucien Boyer au théâtre du Perchoir[46].
- 1925 : Mon curé chez les russes, revue de Lucien Boyer au Perchoir[47].
- 1926 : Claudine au Perchoir, revue de Willy et Z au Perchoir[48].
- 1928 : La Grande Revue de Louis Lemarchand aux Folies-Bergère[10],[49],[50],[51].
- 1929 : De la Folie pure, revue de Louis Lemarchand aux Folies-Bergère[52].
- 1930 : L'Enfant de l'Humour, revue de Paul Colline au théâtre de l'Humour[53],[54].
- 1931 : Entends-tu le coucou, revue de René Dorin et Jean Marsac au Coucou[55],[56].
- 1931 : Bien joué, revue de René Dorin au théâtre de l'Humour[57],[58].
- 1931 : A la Maréchale…!, revue de Marcel Mondray aux Noctambules[59].
- 1932 : Salade Printanière avec Cambardi aux Noctambules[60].
- 1932 : Vieillards en uniforme ! de Georgius à la Scala[61].
- 1933 : L'Humour sous voiles, revue de Valentin Tarault au théâtre de l'Humour[62].
- 1936 : Tout Paris chante, revue d'Henri Varna, Léo Lelièvre, Marc-Cab et Charles Tutelier au Casino de Paris[63],[64],[65],[66].
- 1945 : A Manches retroussées au Petit-Casino[67].

## Opérettes
- 1911 : Noël de Gavroche, sketch-opérette de Fernand Rouvray à l'Étoile-Palace, rôle de Georgette[68].
- 1926 : No, No, Nanette, au théâtre Mogador[69], puis à Marseille[70],[71].

## Répertoire
- 1928 : Comme vous, paroles de Léo Lelièvre et Louis Lemarchand, musique de René Sylviano[50]
- 1932 : La Traderiquette, paroles de Lucien Boyer, musique d'Adolf Stanislas[72].
- 1932 : Romance fanée, paroles de Léon Durocher, musique de Paul Delmet[11].
- 1932 : Chérie de Léo Daniderff[11].
- Faites ça pour moi, avec Alibert, paroles de Géo Koger et Émile Audiffred, musique de Vincent Scotto.
- Mon père

## Théâtre
- 1914 : Le Diable à quatre, pièce de Victor Darley et Henry de Gorsse au Châtelet[73].

## Cinéma
- 1925 : Le Chevalier à la rose de Robert Wiene[74]
- 1934 : Malabars, court-métrage de René Jayet : Irma